# Logatec
Logátec (, v Logatcu) (nemško Lohitsch oz. Loitsch, italijansko Longanàtico) je mesto na Logaškem polju z 10.211 prebivalci in središče Občine Logatec, v katerem živi več kot 2/3 prebivalstva te občine. V današnjem obsegu oziroma z današnjim imenom Logatec obstaja od leta 1972. Nekdanje vasi (Dolenja vas (pod Režišami), Čevica, Martinj hrib, Brod–Logatec, Blekova vas, Cerkovska vas, Gorenja vas (pod Režišami) in Klanec), ki so se razvile ob starih cestah na robu kotline, se stapljajo v enotno naselje. Kraji Blekova vas, Cerkovska vas, Gorenja vas, Čevica, Brod–Logatec, Vas, Martinj hrib in Mandrge so se do leta 1980 združevali v Gorenji in Dolenji Logatec, odtlej je Logatec enotno mestno naselje. Skozi kraj poleg ceste je speljana tudi železniška proga Ljubljana–Sežana, kar je poleg bogatih gozdov omogočilo razvoj lesne industrije. Prebivalstvo se stalno povečuje zaradi procesov suburbanizacije, saj je satelitsko mesto Ljubljane, iz katere se mdr. ljudje doseljujejo. Na severovzhodu Logaškega polja je industrijsko-obrtna cona Zapolje, pa tudi Športna dvorana Zapolje. Kraj je vsakodnevno povezan preko Vrhnike z Ljubljano z rednimi avtobusnimi linijami ter po notrajnski/primorski avtocesti, na kateri je avtocestni priključek za Logatec, Idrijo itd. Skozi naselje tradicionalno poteka tudi kolesarski maraton Franja.
Na stiku lipovega drevoreda (znanega kot Napoleonov drevored) in mesta je park s spomenikom žrtvam vojne, delo kiparja Batiča, na nasprotni strani ceste pa stoji železni vodnjak postavljen v spomin na gradnjo vodovoda. V naselju je več zanimivih kraških pojavov, med katerimi izstopa jama Gradiščnica, sredi naselja pa je ponorno brezno Jačka.

## Zgodovina
Zgodovina Logatca sega v prazgodovinski čas. Nekaj najdenih artefaktov pod Tičnico in na Pustem polju priča o tem, da je bila logaška kotlina poseljena že v obeh kamenih dobah. V bronasto dobo morda sodi gradišče na Velikih Bukvah nad Taborom, zlasti pa leta 2006 odkrito poselitveno območje na Zapolju, kjer je zdaj IOC Logatec. V neki vrtači je bila namreč izkopana bronastodobna keramika, ki jo je mogoče primerjati s tisto, ki so jo našli v nekaterih koliščih na severnem robu Ljubljanskega barja (Verd in Bistra). V železni dobi so že omenjeno gradišče na Velikih bukvah poselili Kelti (morda Tavriski ali Karni), ki so se pod rimsko vladavino verjetno romanizirali in se, kot so pokazala arheološka izkopavanja, preselili v naselje pod hribom. Železnodobno gradišče je tudi na hribu Brst ob cesti proti Lazam. Kot dokazujejo stari rimski zemljevidi, je bila v antiki ob cesti iz Ogleja čez Hrušico (Ad pirum) proti Emoni rimska poštna postaja Mansio Longatico. Arheolog Marko Frelih domneva, da gre za zgradbo, katere temelji so bili odkopani na območju današnjega igrišča pod Narodnim domom. Tudi v srednjem veku je tu potekala najvažnejša povezava med slovenskimi in italijanskimi deželami. Ob zahodni meji Logaškega 
je potekala še 1265 prvotna meja med Furlanijo in Prakranjsko. 
Kraj je bil zaradi svoje izrazite tranzitne lege znan po furmanih.

### Grad Logatec
Upravni sedež je bil v t. i. uradni hiši, predhodnici renesančnega gradu iz okoli leta 1600. Dvorec je bil sedež logaškega gospostva.
V zgodovinskih virih so v 13. in 14.stoletju omenjeni logaški vitezi (leta 1307 Arnold von Logatsch), zato je J. V. Valvasor domneval, da je grad Logatec - Loitsch stal na holmcu Tabor nad Gorenjim Logatcem. Grajsko stavbo (dvorec je omenjen leta 1590 kot schloss Logitsch) je ob cesti sredi naselja sezidal že pred letom 1580 idrijski upravnik Urban Ainkhürn, graščak na Ljubeku in Hošperku, današnjo podobo dvonadstropnega dvorca pravokotnega tlorisa z vogalnimi stolpi in imenitnim renesančnim polkrožno zaključenim portalom, pa mu je v prvi polovici 17. stoletja nadel knez Janez Anton Eggenberg.
Deželni knez je gospostvo in grad leta 1606 zastavil Adamu pl. Mosconu, nato je bil lastnik Ehrenreich Lamberg, od leta 1620 naprej pa Eggenbergi. Knez Janez Sigfried Eggenberg je 10. januarja leta 1717 grad prodal grofu Janezu Gašperju Cobenzlu. Njegov sin Janez Karel grof Cobenzl je gospostvo dvakrat, leta 1747 in 1760, zastavil svoji ženi Mariji Tereziji, rojeni grofici Palf, za 100.000 goldinarjev. Janez Karel grof Cobenzl je umrl skrajno zadolžen leta 1770 kot avstrijski poslanik na Nizozemskem. Njegov sin Ludvik je 13. januarja 1779 poravnal njegov dolg v znesku 36.000 srebrnih brabantskih goldinarjev, nakar so mu očetovi upniki odstopili svoje pravice do gospostev Logatec in Jama pri Postojni. Po njegovi smrti 22. februarja 1809 je gospostvo podedoval njegov sin Filip. Ko je Filip grof Cobenzl leta 1810 umrl, je gospostvo pripadlo njegovemu dediču Mihaelu Coroniniju-Cronbergu, ki ga je 11. oktobra izročil svoji ženi Zofiji, rojeni grofici Fagan, 6. februarja 1826 je Zofija gospostvo vrnila svojemu možu pod pogojem, da prevzame vse dolgove. Zaradi prezadolženosti je bilo gospostvo prodano na dražbi; kupila ga je Zofija in ga 1846 leta prodala knezu Hugu Weriandu Windischgrätzu, ki ga je na prelomu stoletja odstopil za državne urade. Po vojni je bil nacionaliziran, v njem pa so bili še nekaj let nazaj prostori vzgojnega zavoda za mladino.

## Spomeniki
V občini Logatec je 32 partizanskih spominskih obeležij, v župniji Dolnji Logatec pa so postavljene farne spominske plošče, na katerih so imena vaščanov iz okoliških vasi (Jakovica pri Lazah, Dolnji Logatec), ki so padli na protikomunistični strani v letih 1943–1945; skupno je na ploščah 81 imen.
- Napoleonov drevored pred Logatcem
- Grad Logatec